# Вишнёвые ночи
«Вишнёвые ночи» — украинский фильм 1992 года режиссёра Аркадия Микульского по одноименной повести Бориса Харчука.

## Сюжет
История любви лейтенанта НКВД (В. Шевельков) и связной УПА (И. Капинос) в канун окончания Второй мировой войны.
Западная Украина, 1944-й год. Офицер НКВД получает задание — вычислить и арестовать связного УПА по кличке «Калина». Под видом офицера-лётчика он приезжает в городок и снимает комнату у хозяйки, в соседней комнате живёт с мамой девушка Олена — красивая, утонченная и воспитанная панночка. Они знакомятся, между ними возникает симпатия. Постепенно они узнают кто есть кто — она понимает, что он вовсе не лётчик, а он выясняет, что эта девушка и есть тот самый связной Калина. Олена успевает сбежать в лес к бандеровцам, но её выманивают домой и Вячеслав, уже в форме офицера НКВД, арестовывает её. Отряд УПА во главе с сотником Кожухом, влюбленным в Олену, пытается её отбить, но безрезультатно. Олену заключают в тюрьму. Однако, Вячеслав организует её побег и уходит вместе с ней. Они прячутся в бандеровском схроне, проводят там единственную ночь вместе, а утром, уходя от облавы, погибают.

## В ролях
В главных ролях:
- Владимир Шевельков — Вячеслав, офицер НКВД
- Инна Капинос — Олена, связная УПА
- Константин Степанков — Сикорский
- Леонид Дьячков — Свиридов, офицер НКВД, командир Вячеслава
- Михаил Голубович — Кожух, командир из УПА
- Николай Олейник — Чернявый, связной УПА
- Елена Лицканович — пани Мария
- Лидия Мордачёва — мать Алены

В эпизодах:
- Иван Бондарь — эпизод
- Люся Давидко — эпизод
- Николай Мерзликин — эпизод
- Осип Найдук — эпизод
- Валентин Макаров — эпизод
- Сергей Подгорный — эпизод
- Вячеслав Химяк — эпизод
- Анатолий Юрченко — эпизод

## Критика
К одному из самых удачных фильмов о национально-освободительном движении относятся «Вишнёвые ночи» режиссера Арадия Микульского и сценариста Василия Портяка по одноименной повести Бориса Харчука. В. Портяк очень вдумчиво и творчески подошел к первоисточнику, развив намеченные Харчуком сюжетные линии. Добро и зло в этом фильме набирают социальных измерений, при том, что основная коллизия фильма — отношения двоих.
Оригинальный текст (укр.)До одного із найвдаліших фільмів про національно- визвольний рух належать « Вишневі ночі » режисера Ар- кадія Микульського та сценариста Василя Портяка за однойменною повістю Бориса Харчука. В. Портяк дуже вдумливо й творчо підійшов до першоджерела, розвинувши намічені Харчуком сюжетні лінії. Добро і зло у цьому фільмі набирають соціальних вимірів, при тому, що основна колізія фільму — стосунки двох.— Приховані фільми: Українське кіно 1990-х / Лариса Брюховецька. — Вид-во «АртЕк», 2003. — 381 с. — с. 95

## Фестивали и награды
- 1995 — Кинофестиваль «Стожары» (Київ) — приз за лучшую женскую роль актрисе Инне Капинос.